# Deutzer Gierponte

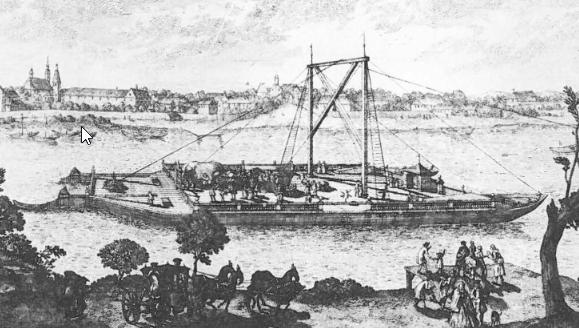
Johann Adam Delsenbach, Die Deutzer Gierponte 1733

Die Deutzer Gierponte, auch Schiffbrücke genannt, war eine Gierseilfähre, die zwischen 1674 und 1822 Köln-Deutz mit der Kölner Altstadt verband. Sie bestand aus einer schwimmenden Brücke, fünf verketteten Schiffsbojen und der Verankerung.

## Geschichte
Im Rahmen des Holländischen Kriegs eroberten Truppen des Heiligen Römischen Reichs im  November 1673 unter dem kaiserlichen Heerführer Raimondo Montecuccoli die mit den Franzosen verbündete Kurkölner Stadt Bonn infolge der Belagerung von Bonn. Im Folgejahr ließ der kaiserliche Generalfeldzeugmeister Markgraf Hermann von Baden die eroberte Bonner Gierseilfähre nach Köln bringen, um dort den Rhein überqueren zu können. In der Folge bot er zunächst der freien Reichsstadt Köln die Fähre an. Diese lehnte aber ab, so dass er die Gierponte für 1.300 Thaler an die Deutzer Fährvasallen verkaufte. Diese verpflichtenden sich, jederzeit die kaiserlichen Truppen damit überzusetzen. Der Rat der Stadt Köln verfügte jedoch, dass die Gierponte über Nacht linksrheinisch liegen musste. Die Gierponte musste laut Brückenordnung für Deutz von 1690 mindestens jede Stunde zweimal fahren. Sie konnte 500 Personen und 100 Pferde übersetzen. Das Übersetzen dauerte zwischen 15 und 20 Minuten.
Zwischen dem 3. März 1791 und dem 29. Juli 1793 wurde die Schiffbrücke infolge eines Streits zwischen der Kölner und Deutzer Bürgerschaft verlegt. Sie fuhr in diesem Zeitraum zwischen dem rechtsrheinischen Poll und landetet in der Nähe des Bayenturms auf dem Kölner Stadtgebiet.
Die Deutzer Gierponte bestand fast 150 Jahre, bis die preußische Verwaltung Ende 1822 mit der Deutzer Schiffbrücke eine stehende Schiffsbrücke erbauen ließ, die die Gierponte ersetzte.

## Bauweise
Die Deutzer Gierponte entsprach dem Nimwegener Modell der von Hendrick Heuck entwickelten Gierponte, die schon ab 1657 in Nimwegen die Rheinüberquerung ermöglichte. Sie verfügte zur Versteifung über zwei gekreuzte hölzerne Streben. Die Größe der beiden tragenden Schiffsrümpfe betrug knapp 40 Meter in der Länge (damaliges Maß 110 Fuß) bei einer Breite von 4 Metern. Die darauf befestigte belastbare Transportfläche hatte eine Größe von fast 320 Quadratmetern. Die Schiffsbrücke hatte deshalb die Form eines Katamarans. Die Gierponte wurde durch einen Brückenmeister und weitere vier Personen gesteuert.
Zur Mitte des 18. Jahrhunderts wurde das Giergerüst der Gierponte mit einem doppelten Querriegel und Sprengwerk ausgerüstet und mit Seitenschwertern bestückt.